# Ōtoyo
Ōtoyo (大豊町, Ōtoyo-chō) est un bourg du district de Nagaoka, dans la préfecture de Kōchi, au Japon.
Au 1er mai 2015, la population s'élevait à 3 998 habitants répartis sur une superficie de 315,06 km2.